# Mária Littomeritzky
Mária Éva Littomeritzky (Seghedino, 12 maggio 1927 – Budapest, 24 dicembre 2017) è stata una nuotatrice ungherese.
Specializzata nella farfalla e nello stile libero, ha partecipato ai Giochi di Londra 1948, di Helsinki 1952, e di Melbourne 1956.
Alle olimpiadi, il suo miglior risultato individuale arrivò nel 1956, quando si classificò quarta nei 100m farfalla. Nel 1952 iniziò nelle manche della staffetta 4×100m sl, ma fu sostituita per la finale.
Ai Campionati europei del 1954, ha vinto 1 argento nei 100m farfalla.